# آلفردو بالونی
آلفردو بالونی (ایتالیایی: Alfredo Balloni؛ زادهٔ ۲۰ سپتامبر ۱۹۸۹) دوچرخه‌سوار اهل ایتالیا است.